# 1300
- Wikisource

| Calendário gregoriano                                                        | 1300 MCCC                                            |
| Ab urbe condita                                                              | 2053                                                 |
| Calendário arménio                                                           | 749 – 750                                            |
| Calendário bahá'í                                                            | -544 – -543                                          |
| Calendário budista                                                           | 1844                                                 |
| Calendário chinês                                                            | 3996 – 3997 Início a 21 de janeiro (aproximadamente) |
| Calendário copta                                                             | 1016 – 1017                                          |
| Calendário etíope                                                            | 1292 – 1293                                          |
| Calendários hindus - Vikram Samvat - Calendário nacional indiano - Cáli Iuga | 1355 – 1356 1221 – 1222 4400 – 4401                  |
| Calendário Holoceno                                                          | 11300                                                |
| Calendário islâmico                                                          | 699 – 700                                            |
| Calendário judaico                                                           | 5060 – 5061                                          |
| Calendário persa                                                             | 678 – 679                                            |
| Calendário rúnico                                                            | 1550                                                 |
| Calendário solar tailandês                                                   | 1843                                                 |

1300 (MCCC, na numeração romana) foi um ano bissexto, de acordo com o calendário Juliano vigente na época, e não bissexto, de acordo com o calendário Gregoriano, o último ano do século XIII do Calendário Juliano, da Era de Cristo, e as suas letras dominicais foram C e B (52 semanas), teve início a uma sexta-feira e terminou a um sábado.
Na Era de César, ainda em vigor no reino de Portugal, correspondeu ao ano 1338 (= 1300 + 38).

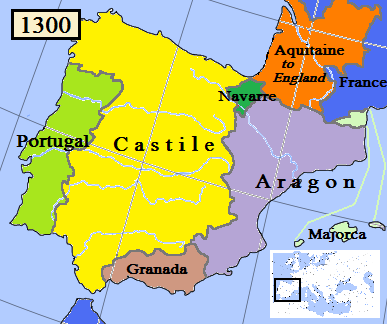
A Península Ibérica por volta do ano 1300.

| Ano completo                          |
| ------------------------------------- |
| Ano bissexto com início à sexta-feira |

## Nascimentos
- D. João Rodrigues do Lago, que foi Senhor da Torre do Lago, Portugal.
- Gomes Gonçalves de Abreu, foi o 4.º Alcaide-mor do Castelo de Melgaço.
- Regnault de Braquemont, foi Senhor de Bracquemont e Traversain na Normandia (m. 1364).
- Guillaume de Machaut, foi um compositor e poeta francês.(m.1377)